# Грабовець (Радинський повіт)
Грабовець (пол. Grabowiec) — село в Польщі, у гміні Конколевниця Радинського повіту Люблінського воєводства. Населення — 513 осіб (2011).

## Історія
У часи входження до складу Російської імперії належало до Радинського повіту Сідлецької губернії.
За даними етнографічної експедиції 1869—1870 років під керівництвом Павла Чубинського, у селі переважно проживали польськомовні римо-католики, меншою мірою — греко-католики, які також розмовляли польською.
У 1975—1998 роках село належало до Білопідляського воєводства.

## Демографія
Демографічна структура станом на 31 березня 2011 року:
|          | Загалом | Допрацездатний вік | Працездатний вік | Постпрацездатний вік |
| -------- | ------- | ------------------ | ---------------- | -------------------- |
| Чоловіки | 255     | 54                 | 175              | 26                   |
| Жінки    | 258     | 58                 | 141              | 59                   |
| Разом    | 513     | 112                | 316              | 85                   |